# 배소빈
배소빈(1992년 6월 29일~)은 대한민국의 전직 KBS 부산 아나운서 출신의 TV조선의 전직 기상 캐스터이자, 현재 프리랜서 방송인이다.

## 경력
- 2016년 2월 29일~2018년 3월 31일: 제주방송 아나운서
- 2018년 4월 18일~2020년 2월 28일: KBS청주방송총국 아나운서
- 2020년 3월 2일~2021년 3월 16일: KBS부산방송총국 아나운서
- 2021년 5월 2일~2023년 5월 31일: TV조선 기상 캐스터

## 진행

### TV
- KBS1 《KBS 뉴스 7 청주》
- KBS1 《TV콘서트》
- KBS1 《KBS 뉴스 9 부산》
- KBS1 《아침마당 부산》
- TV조선 《굿모닝 정보세상》
- TV조선 《열린비평 TV를 말하다》
- TV조선 《TV조선 뉴스퍼레이드》 기상캐스터
- TV조선 《TV조선 뉴스현장》 기상캐스터
- TV조선 《TV조선 뉴스7》 기상캐스터

### 라디오
- KBS 제1라디오 17시 뉴스
- KBS 제1라디오 생생충북

## 이외 출연작
- 디즈니+ 《핑크 라이》 배슬비